# Unsere Besten
Unsere Besten era una trasmissione televisiva tedesca, di cui la prima stagione fu una versione locale del format 100 Greatest Britons. Fu trasmessa dalla ZDF dal 2003 al 2008. Nel 2014 fu trasmessa Deutschlands Beste! ("Il meglio della Germania!"), basata sulle stagioni precedenti.
Scopo della prima stagione della trasmissione era quello di stilare una classifica dei più grandi tedeschi di tutti i tempi. Il pubblico poteva scegliere i propri beniamini da una lista di oltre 300 nominativi.
Proprio la presenza di una lista pre-redatta costituiva la principale differenza tra l'edizione tedesca e l'edizione originale del format. Così facendo, venivano esclusi personaggi controversi come Adolf Hitler ed Erich Honecker.
Un altro motivo della lista, consisteva nella difficoltà nello stabilire con certezza la nazionalità di molti personaggi storici tradizionalmente considerati tedeschi, perché nel corso della storia i confini tedeschi mutarono sensibilmente.
Particolarmente criticata dai polacchi fu l'inclusione di Copernico, considerato in Polonia un eroe nazionale nonostante parlasse e scrivesse in tedesco. L'inclusione di Sigmund Freud e di Wolfgang Amadeus Mozart fu invece criticata in Austria.
Nell'ultima serata, ogni finalista fu sostenuto da un testimonial, che motivava il suo sostegno al personaggio:
- Guido Knopp per Konrad Adenauer
- Margot Käßmann per Martin Lutero
- Gregor Gysi per Karl Marx
- Alice Schwarzer per i fratelli Sophie e Hans Scholl
- Friedrich Nowottny per Willy Brandt
- Götz Alsmann per Johann Sebastian Bach
- Peter Sodann per Johann Wolfgang von Goethe
- Wolf von Lojewski per Johannes Gutenberg
- Helmut Markwort per Otto von Bismarck
- Nina Ruge per Albert Einstein

Le stagioni successive furono monotematiche, e trattarono rispettivamente: i libri preferiti dai tedeschi, gli atleti del secolo, le più grandi invenzioni, le hit musicali del secolo, i calciatori, i luoghi preferiti dai tedeschi, i maggiori attori di lingua tedesca, disegnatori e fumettisti, le stelle della musica di tutti i tempi, i maggiori eventi televisivi, i protagonisti dei maggiori avvenimenti olimpici. Infine, nella stagione del 2014 furono stilate due classifiche, una dei grandi uomini tedeschi del momento, l'altra delle più grandi donne tedesche del momento.